# Lista președinților Statelor Unite ale Americii

Sigiliul prezidențial SUA

Aceasta este o listă a președinților Statelor Unite ale Americii, începând cu George Washington. Lista cuprinde doar președinții care au depus jurământul de credință față de republica federală, The United States of America, care a intrat în vigoare odată cu Constituția Statelor Unite ale Americii, finisată la 17 septembrie 1787, aprobată între 1787 și 1790, dar intrată în vigoare la 4 martie 1789. Lista nu include președinții interimari aflați în exercițiu pe durate extrem de limitate de timp, conform amendamentului al 25-lea al Constituției americane.
Numerele din coloana „N” indică mandatele consecutive ale președinților. Dacă un președinte a servit mandate consecutive, atunci este numărat doar o dată, dar este socotit cu numere de ordine diferite dacă a servit mandate ne-consecutive. De asemenea, un președinte (chiar dacă nu a fost ales efectiv) are un alt număr de ordine dacă a terminat un mandat al unui alt președinte, al cărui vicepreședinte a fost.
Spre exemplificare, George Washington, care a fost președinte de două ori, consecutiv, este considerat primul președinte (nu întâiul și al doilea). Grover Cleveland, care a fost un președinte american care a servit două mandate ne-consecutive, a fost cel de-al 22-lea, respectiv cel de-al 24-lea președinte american. Franklin Delano Roosevelt, cel de-al 32-lea președinte american a servit trei mandate complete, decedând în timpul celui de-al patrulea. Ca atare, Harry S. Truman a devenit cel de-al 33-lea președinte american atât pentru perioada terminării mandatului neterminat al lui Franklin Delano Roosevelt, dar și pentru următorul mandat de patru ani (1949 - 1953) pe care l-a servit. În sfârșit, Gerald Ford a devenit președinte după ce Richard Nixon a demisionat. Faptul că Ford a continuat ceea ce a mai rămas din mandatul lui Nixon l-a făcut să fie cel de-al 38-lea președinte (chiar dacă nu a fost ales electoral).
Din aceste motive complexe, lista cuprinde 47 de președinți, dar doar 45 de persoane, care au servit 60 de mandate prezidențiale (evidențiate în coloana „M”), care acoperă intervalul din 1789 până în prezent.
Inițial, mandatul președintelui începea pe data de 4 martie, la ora 0.00 și se încheia după 4 ani, pe data de 3 martie, la ora 23.59. Pentru a nu crea confuzie, în tabelul de mai jos a fost trecută data de 4 martie pentru ambele situații.
Începând cu anul 1937, prin cel de-al 20-lea Amendament al Constituției (ratificat pe 23 ianuarie 1933), „Ziua inaugurării” a fost mutată de pe 4 martie pe 20 ianuarie, ora 12.00. Franklin D. Roosevelt a fost primul președinte instalat în funcție pe 20 ianuarie (în 1937, la al doilea mandat, după ce primul său mandat începuse pe 4 martie 1933). Această modificare a fost făcută pentru a scurta perioada dintre momentul alegerii președintelui și cel al instalării în funcție (inițial se fixase un interval de 4 luni, necesar pe vremuri pentru ca noii aleși să-și poată aranja mutarea în capitală).

## Președinți
Niciun partid/Independent
      Federaliști
      Democrat-Republicani
      Democrați
      Whig
      Republicani
| N  | Președinte                          | Președinte                     | Începutul mandatului | Sfârșitul mandatului | Partid                                | Vicepreședinte          | M                         |
| -- | ----------------------------------- | ------------------------------ | -------------------- | -------------------- | ------------------------------------- | ----------------------- | ------------------------- |
| 1  | George Washington                   |                                | 30 aprilie 1789      | 4 martie 1797        | Niciun partid                         | John Adams              | 1                         |
| 1  | George Washington                   | 2                              | 30 aprilie 1789      | 4 martie 1797        | Niciun partid                         | John Adams              |                           |
| 2  | John Adams                          |                                | 4 martie 1797        | 4 martie 1801        | Federalist Niciun partid              | Thomas Jefferson        | 3                         |
| 3  | Thomas Jefferson                    |                                | 4 martie 1801        | 4 martie 1809        | Democrat-Republican                   | Aaron Burr              | 4                         |
| 3  | Thomas Jefferson                    | George Clinton                 | 4 martie 1801        | 4 martie 1809        | Democrat-Republican                   | 5                       |                           |
| 4  | James Madison                       |                                | 4 martie 1809        | 4 martie 1817        | Democrat-Republican                   | George Clinton vacant   | 6                         |
| 4  | James Madison                       | Elbridge Gerry vacant          | 4 martie 1809        | 4 martie 1817        | Democrat-Republican                   | 7                       |                           |
| 5  | James Monroe                        |                                | 4 martie 1817        | 4 martie 1825        | Democrat-Republican                   | Daniel Tompkins         | 8                         |
| 5  | James Monroe                        | 9                              | 4 martie 1817        | 4 martie 1825        | Democrat-Republican                   | Daniel Tompkins         |                           |
| 6  | John Quincy Adams                   |                                | 4 martie 1825        | 4 martie 1829        | Democrat-Republican                   | John Calhoun            | 10                        |
| 7  | Andrew Jackson                      |                                | 4 martie 1829        | 4 martie 1837        | Democrat                              | John Calhoun vacant     | 11                        |
| 7  | Andrew Jackson                      | Martin Van Buren               | 4 martie 1829        | 4 martie 1837        | Democrat                              | 12                      |                           |
| 8  | Martin Van Buren                    |                                | 4 martie 1837        | 4 martie 1841        | Democrat                              | Richard Johnson         | 13                        |
| 9  | William H. Harrison                 |                                | 4 martie 1841        | 4 aprilie 1841       | Whig                                  | John Tyler              | 14                        |
| 10 | John Tyler                          |                                | 4 aprilie 1841       | 4 martie 1845        | Whig Niciun partid                    | vacant                  | 14                        |
| 11 | James K. Polk                       |                                | 4 martie 1845        | 4 martie 1849        | Democrat                              | George Dallas           | 15                        |
| 12 | Zachary Taylor                      |                                | 4 martie 1849        | 9 iulie 1850         | Whig                                  | Millard Fillmore        | 16                        |
| 13 | Millard Fillmore                    |                                | 9 iulie 1850         | 4 martie 1853        | Whig                                  | vacant                  | 16                        |
| 14 | Franklin Pierce                     |                                | 4 martie 1853        | 4 martie 1857        | Democrat                              | William King vacant     | 17                        |
| 15 | James Buchanan                      |                                | 4 martie 1857        | 4 martie 1861        | Democrat                              | John Breckinridge       | 18                        |
| 16 | Abraham Lincoln                     |                                | 4 martie 1861        | 15 aprilie 1865      | Democrat-Republican Uniunea Națională | Hannibal Hamlin         | 19                        |
| 16 | Abraham Lincoln                     | Andrew Johnson                 | 4 martie 1861        | 15 aprilie 1865      | Democrat-Republican Uniunea Națională | 20                      |                           |
| 17 | Andrew Johnson                      |                                | 15 aprilie 1865      | 4 martie 1869        | Democrat Uniunea Națională            | 20                      | vacant                    |
| 18 | Ulysses S. Grant                    |                                | 4 martie 1869        | 4 martie 1877        | Republican                            | Schuyler Colfax         | 21                        |
| 18 | Ulysses S. Grant                    | Henry Wilson vacant            | 4 martie 1869        | 4 martie 1877        | Republican                            | 22                      |                           |
| 19 | Rutherford B. Hayes                 |                                | 4 martie 1877        | 4 martie 1881        | Republican                            | William Wheeler         | 23                        |
| 20 | James Abram Garfield                |                                | 4 martie 1881        | 19 septembrie 1881   | Republican                            | Chester A. Arthur       | 24                        |
| 21 | Chester A. Arthur                   |                                | 19 septembrie 1881   | 4 martie 1885        | Republican                            | vacant                  | 24                        |
| 22 | Grover Cleveland                    |                                | 4 martie 1885        | 4 martie 1889        | Democrat                              | Thomas Hendricks vacant | 25                        |
| 23 | Benjamin Harrison                   |                                | 4 martie 1889        | 4 martie 1893        | Republican                            | Levi Morton             | 26                        |
| 24 | Grover Cleveland (al doilea mandat) |                                | 4 martie 1893        | 4 martie 1897        | Democrat                              | Adlai E. Stevenson      | 27                        |
| 25 | William McKinley                    |                                | 4 martie 1897        | 14 septembrie 1901   | Republican                            | Garret Hobart vacant    | 28                        |
| 25 | William McKinley                    | Theodore Roosevelt             | 4 martie 1897        | 14 septembrie 1901   | Republican                            | 29                      |                           |
| 26 | Theodore Roosevelt                  |                                | 14 septembrie 1901   | 4 martie 1909        | Republican                            | 29                      | vacant                    |
| 26 | Theodore Roosevelt                  | Charles Fairbanks              | 14 septembrie 1901   | 4 martie 1909        | Republican                            | 30                      |                           |
| 27 | William H. Taft                     |                                | 4 martie 1909        | 4 martie 1913        | Republican                            | James Sherman vacant    | 31                        |
| 28 | Woodrow Wilson                      |                                | 4 martie 1913        | 4 martie 1921        | Democrat                              | Thomas Marshall         | 32                        |
| 28 | Woodrow Wilson                      | 33                             | 4 martie 1913        | 4 martie 1921        | Democrat                              | Thomas Marshall         |                           |
| 29 | Warren Gamaliel Harding             |                                | 4 martie 1921        | 2 august 1923        | Republican                            | Calvin Coolidge         | 34                        |
| 30 | Calvin Coolidge                     |                                | 2 august 1923        | 4 martie 1929        | Republican                            | vacant                  | 34                        |
| 30 | Calvin Coolidge                     | Charles Dawes                  | 2 august 1923        | 4 martie 1929        | Republican                            | 35                      |                           |
| 31 | Herbert Hoover                      |                                | 4 martie 1929        | 4 martie 1933        | Republican                            | Charles Curtis          | 36                        |
| 32 | Franklin D. Roosevelt               |                                | 4 martie 1933        | 12 aprilie 1945      | Democrat                              | John Garner             | 37                        |
| 32 | Franklin D. Roosevelt               | 38                             | 4 martie 1933        | 12 aprilie 1945      | Democrat                              | John Garner             |                           |
| 32 | Franklin D. Roosevelt               | Henry Wallace                  | 4 martie 1933        | 12 aprilie 1945      | Democrat                              | 39                      |                           |
| 32 | Franklin D. Roosevelt               | Harry S. Truman                | 4 martie 1933        | 12 aprilie 1945      | Democrat                              | 40                      |                           |
| 33 | Harry S. Truman                     |                                | 12 aprilie 1945      | 20 ianuarie 1953     | Democrat                              | 40                      | vacant                    |
| 33 | Harry S. Truman                     | Alben Barkley                  | 12 aprilie 1945      | 20 ianuarie 1953     | Democrat                              | 41                      |                           |
| 34 | Dwight D. Eisenhower                |                                | 20 ianuarie 1953     | 20 ianuarie 1961     | Republican                            | Richard Nixon           | 42                        |
| 34 | Dwight D. Eisenhower                | 43                             | 20 ianuarie 1953     | 20 ianuarie 1961     | Republican                            | Richard Nixon           |                           |
| 35 | John F. Kennedy                     |                                | 20 ianuarie 1961     | 22 noiembrie 1963    | Democrat                              | Lyndon B. Johnson       | 44                        |
| 36 | Lyndon B. Johnson                   |                                | 22 noiembrie 1963    | 20 ianuarie 1969     | Democrat                              | vacant                  | 44                        |
| 36 | Lyndon B. Johnson                   | Hubert Humphrey                | 22 noiembrie 1963    | 20 ianuarie 1969     | Democrat                              | 45                      |                           |
| 37 | Richard Nixon                       |                                | 20 ianuarie 1969     | 9 august 1974        | Republican                            | Spiro Agnew             | 46                        |
| 37 | Richard Nixon                       | Spiro Agnew vacant Gerald Ford | 20 ianuarie 1969     | 9 august 1974        | Republican                            | 47                      |                           |
| 38 | Gerald Ford                         |                                | 9 august 1974        | 20 ianuarie 1977     | Republican                            | 47                      | vacant Nelson Rockefeller |
| 39 | Jimmy Carter                        |                                | 20 ianuarie 1977     | 20 ianuarie 1981     | Democrat                              | Walter Mondale          | 48                        |
| 40 | Ronald Reagan                       |                                | 20 ianuarie 1981     | 20 ianuarie 1989     | Republican                            | George H. W. Bush       | 49                        |
| 40 | Ronald Reagan                       | 50                             | 20 ianuarie 1981     | 20 ianuarie 1989     | Republican                            | George H. W. Bush       |                           |
| 41 | George H. W. Bush                   |                                | 20 ianuarie 1989     | 20 ianuarie 1993     | Republican                            | Dan Quayle              | 51                        |
| 42 | Bill Clinton                        |                                | 20 ianuarie 1993     | 20 ianuarie 2001     | Democrat                              | Al Gore                 | 52                        |
| 42 | Bill Clinton                        | 53                             | 20 ianuarie 1993     | 20 ianuarie 2001     | Democrat                              | Al Gore                 |                           |
| 43 | George W. Bush                      |                                | 20 ianuarie 2001     | 20 ianuarie 2009     | Republican                            | Dick Cheney             | 54                        |
| 43 | George W. Bush                      | 55                             | 20 ianuarie 2001     | 20 ianuarie 2009     | Republican                            | Dick Cheney             |                           |
| 44 | Barack Obama                        |                                | 20 ianuarie 2009     | 20 ianuarie 2017     | Democrat                              | Joe Biden               | 56                        |
| 44 | Barack Obama                        | 57                             | 20 ianuarie 2009     | 20 ianuarie 2017     | Democrat                              | Joe Biden               |                           |
| 45 | Donald Trump                        |                                | 20 ianuarie 2017     | 20 ianuarie 2021     | Republican                            | Mike Pence              | 58                        |
| 46 | Joe Biden                           |                                | 20 ianuarie 2021     | 20 ianuarie 2025     | Democrat                              | Kamala Harris           | 59                        |
| 47 | Donald Trump                        |                                | 20 ianuarie 2025     | prezent              | Republican                            | J.D. Vance              | 60                        |